# 鹤桥大屠杀
鹤桥大屠杀是日本大阪市反韓遊行期間，參加者喊出的口號。

## 產生與評論
2013年2月24日，在大阪鹤桥，不允許在日特權市民之会等右翼團體針對韩国发表了一场街头演讲。其中一名女高中生發表演說表示將以南京大屠杀为例，开展「鹤桥大屠杀」，杀戮的目标是在日朝鮮人。據信該口號起因於日韓之間存在的領土問題。
2013年7月9日，在东京召开会议讨论仇恨言论。在这次会议上，加州州立大学富勒顿分校的南希·斯諾教授说：「看了這視頻，不免讓人想像日本成千上万的中学生都在说這類言論」。她表示「东日本大地震后日本獲得了世界的同情，但可能因此種言論而形象恶化」。